# 南埃爾克霍恩鎮區 (密蘇里州沃倫縣)
南埃爾克霍恩鎮區（英語：South Elkhorn Township）是位於美國密蘇里州沃倫縣的一個行政鎮區。

## 地方資料
南埃爾克霍恩鎮區的面積為71.04平方千米，當中陸地面積為69.04平方千米，而水域面積為2.00平方千米。根據2020年美國人口普查的數據，當地共有人口7440人，而人口密度為每平方千米104.73人。